# Tidar Kuranji
Tidar Kuranji is een bestuurslaag in het regentschap Batang Hari van de provincie Jambi, Indonesië. Tidar Kuranji telt 1722 inwoners (volkstelling 2010).